# Zielony liberalizm
Zielony liberalizm – termin odnoszący się do liberałów, którzy inkorporowali część założeń zielonej polityki do swojej ideologii.

## Historia
W latach 70. i 80. XX wieku, w związku z tym, że problematyka ochrony środowiska (zielona polityka) stała się jednym z głównych nurtów, pojawił się też zielony liberalizm. Conrad Russell, członek Izby Lordów z ramienia Liberalnych Demokratów poświęcił jeden rozdział swojej książki pt. The Intelligent Person’s Guide to Liberalism, jednak to Marcel Wissenburg ukuł ten termin.

## Filozofia
Zielony liberalizm nie dąży bezwzględnie do utrzymania stanu środowiska naturalnego takim jaki jest kosztem rozwoju ludzkości, akceptując zmiany i szukając jednocześnie sposobów na zmniejszanie szkód wyrządzanych przez człowieka środowisku. W kwestiach gospodarczych są za znacząco większym interwencjonizmem państwowym niż klasyczni liberałowie (w ujęciu anglosaskim), ale nieco słabiej niż neoliberałowie.
Dla przykładu platforma ekologiczna brytyjskich Liberalnych Demokratów doprowadziła swoimi działaniami do tego, że przyjęto stanowisko formacji, postulujące m.in. 0% VAT w całej Unii Europejskiej na urządzenia energooszczędne, wzrost roli transportu kolejowego przy ograniczeniu lotniczego czy też ograniczenie do minimum uprawy roślin modyfikowanych genetycznie. Dzięki takim propozycjom organizacja „Friends of the Earth” dała im 99% uznania w kwestii ochrony środowiska – dla porównania Partia Pracy otrzymała 70%, a Konserwatyści – zaledwie 13%.

## Przykłady partii zielono-liberalnych
- Świetlana Przyszłość,
- Dialog na rzecz Węgier,
- Ruch,
- Venstre,
- LMP – Węgierska Partia Zielonych[6]